# Christian Benteke
Christian Benteke (født 3. december 1990) er en belgisk fodboldspiller, som spiller i den amerikanske Major League Soccer-klub D.C. United. Han har tidligere spillet i flere belgiske klubber samt i de engelske Premier League-klubber Aston Villa, Liverpool og Crystal Palace.